# Брактеат
Брактеат (лат. bractea — жесть) — плоская тонкая монета из золота или серебра с чеканкой на одной стороне.
В русскоязычной литературе наиболее часто употребим для обозначения раннесредневековых монет такого вида, изготовленных, как правило, из тонкого серебра, реже из золота. Средневековые брактеаты появились примерно в середине XII века и чеканились до середины XV века. Эти монеты быстро вытеснили из обращения денарий. Исключительное название «брактеат» эти монеты получили лишь в нумизматике начиная с конца XVII века. В средневековой литературе XII—XIV века эти монеты носили название «денарий», «нумми» или «пфенниг».
Другое значение этого термина относится к плоским и тонким золотым монетам, выпущенным в период переселения народов. Как правило, они имели петлю и использовались в качестве нашейного амулета.

## Брактеат периода переселения народов

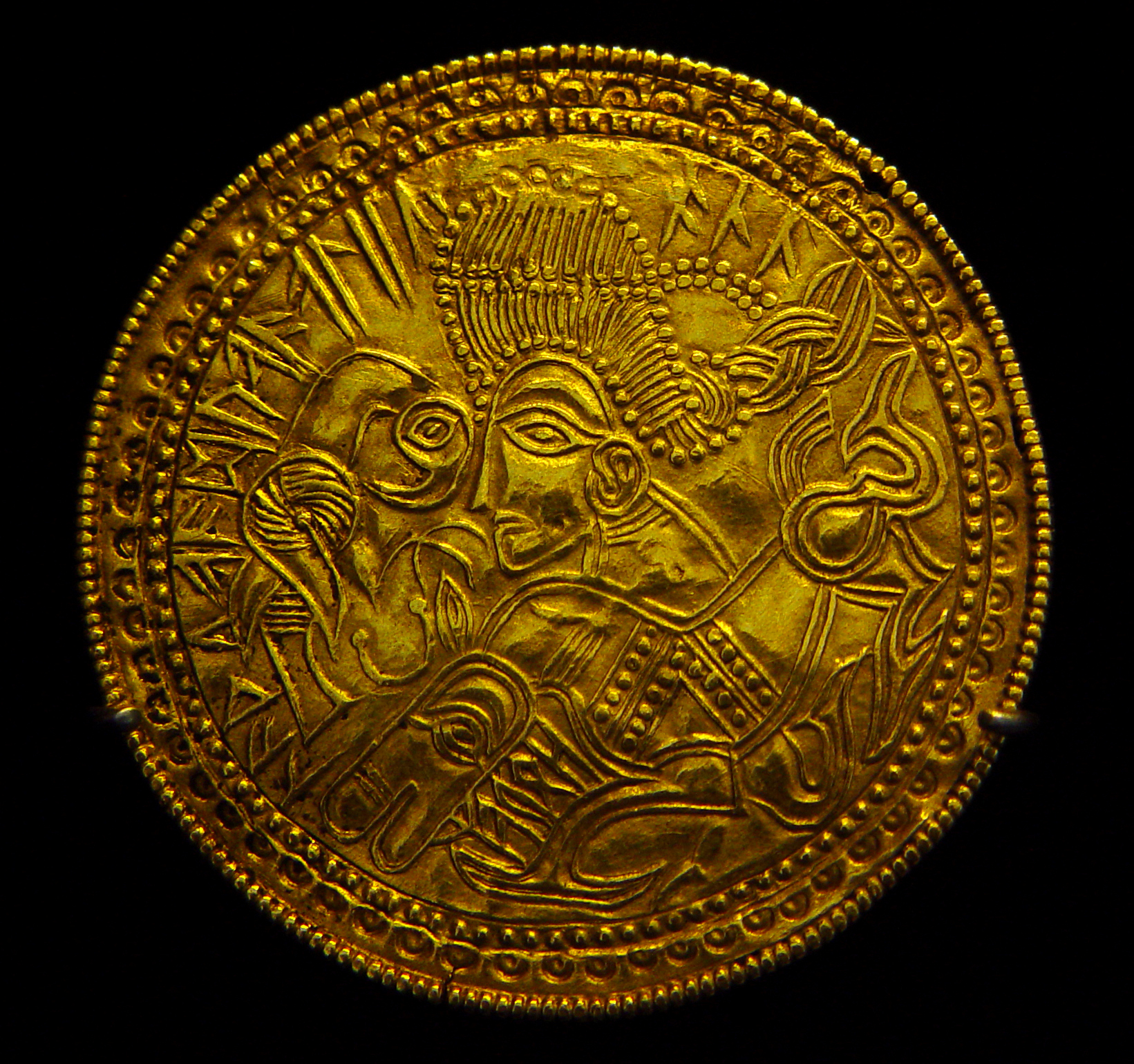
Брактеат DR BR42 с острова Фюн с надписью Alu

Брактеаты этого периода представляют собой украшения. Изготавливались с V по VII век н. э. и представлены в различных вариациях. Как правило, брактеат имел окантовку из полусфер и петлю для ношения на шее. Предполагается, что они использовались в качестве амулетов. Золото для их изготовления поступало из римской империи в качестве «мирных денег».
Из-за множества разнообразных тематик чеканки в 1855 году в трактате «Om Guldbracteaterne og Bracteaternes tidligste Brug som Mynt» датский нумизмат Кристиан Юргенсен Томсен предложил, а в 1869 в трактате «Från jernåldern» шведский нумизмат Оскар Монтелиус описал следующую литерную классификацию:
- A-брактеаты (ок. 88 образцов): с лицом человека, стилизованным под старинные имперские монеты;
- B-брактеаты (ок. 91 образцов): человеческая фигура в положении стоя, сидя и на коленях, часто в сопровождении животного;
- C-брактеаты (ок. 413 образцов): мужская голова над четвероногим животным, как правило, идентифицируется как Один[3]; (сохранились лучше всего);
- D-брактеаты (ок. 348 образцов): с одним и более сильно стилизованным животным;
- E-брактеаты (ок. 280 образцов): с животным трискелем под круглой деталью;
- F-брактеаты (ок. 17 образцов): с вымышленными животными (как подгруппа D-брактеатов);
- M-'брактеаты' (ок. 17 образцов): двусторонняя имитация римских имперских медальонов.

## Брактеаты раннего средневековья
Начало чеканки таких монет было положено в Саксонии и Тюрингии около 1130 года, и чеканка продолжалась приблизительно до 1520. В некоторых кантонах Швейцария брактеато-подобные раппены, геллеры и ангстеры чеканились вплоть до XVIII века.

### Внешний вид

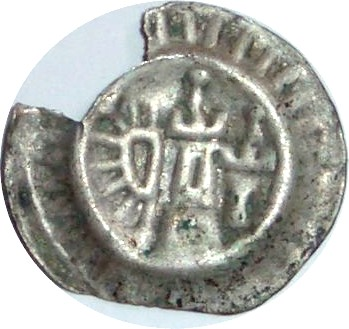
Средневековый брактеат из Гамбурга

Серебряные, редко золотые, брактеаты раннего средневековья являлись основным типом монет в германоговорящих странах. Хотя некоторые брактеаты и могли быть большими, до 40-45 миллиметров в диаметре, большинство имело диаметр в 15 миллиметров и вес в 1 грамм. Чеканились монеты только с одной стороны, поэтому получались выпуклыми на аверсе и вогнутыми — на реверсе. До появления брактеатов, в период между IX и началом XII века, существовала переходная форма монет — полубрактеаты (нем. Halbbrakteaten). Они чеканились с двух сторон, что из-за толщины монеты приводило к искажению изображения с обеих сторон.
Брактеаты, отчеканенные во второй половине XII — первой половине XIII века, представляют собой шедевры мелкой романской пластики.
Одной из разновидностей брактеатов были «брактеаты со всадником» (нем. Reiterbrakteat). Предположительно первым, кто начал чеканку монет такого типа (со всадником в центре) был ландграф Тюрингский Людвиг II (1140—1172). Монеты этого типа чеканили также маркграф Ландсбергский Дитрих I (1156—1185) и графы Мансфельдские.

### Обращение
Особенностью средневековых брактеатов было то, что они каждый год (а в Магдебурге дважды в год) девальвировались на четверть номинала в виде сбора на чеканку. Таким образом частично восполнялось налогообложение. Одновременно с этим «чеканный сбор» представлял собой своего рода инфляционный механизм, что не способствовало накоплению капитала. Маргрит Кеннеди в своей работе «Деньги без процентов и инфляции. Как создать средство обмена, служащее каждому» пишет:
С XII по XV век в Европе в ходу были деньги, которые называли брактеатами. Они выпускались городами, епископствами и отдельными феодалами. При этом они служили не только для обмена товаров и услуг, но и являлись средством взимания налогов. Тонкие золотые или серебряные деньги «обесценивались» один раз в год, то есть изымались из обращения и заменялись вновь отчеканенными. При этом они девальвировались на 25 %, эта часть удерживалась в качестве «сбора за чеканку» или «налога на чеканку».
Такая система служила увеличению потребления и сокращению накоплений, что, по мнению М. Кеннеди, служило росту благосостояния населения, развитию экономики, сокращению политических и военных противостояний. Это обстоятельство приводит её к выводу, что «налоги следует взимать не вместе с платой за обращение, а отдельно». В принципе её точку зрения поддерживает и Ханс Р. Л. Корсен в своей книге «Хрупкие деньги»:
Поскольку накапливать денежные богатства было невозможно, вместо них были созданы реальные богатства.
Несмотря на это, брактеаты встречаются в кладах, как правило, в пределах страны, где они чеканились. Один большой клад брактеатов — хотинский, датируемый 1225—1230 гг., известен на южноукраинских землях. В его составе — саксонские, мейсенские, тюрингско-гессенские брактеаты, чешские и венгерские денарии.
В конце концов брактеаты были вытеснены «вечными» или «полными» пфеннигами, которые не обесценивались.